# メイフェア

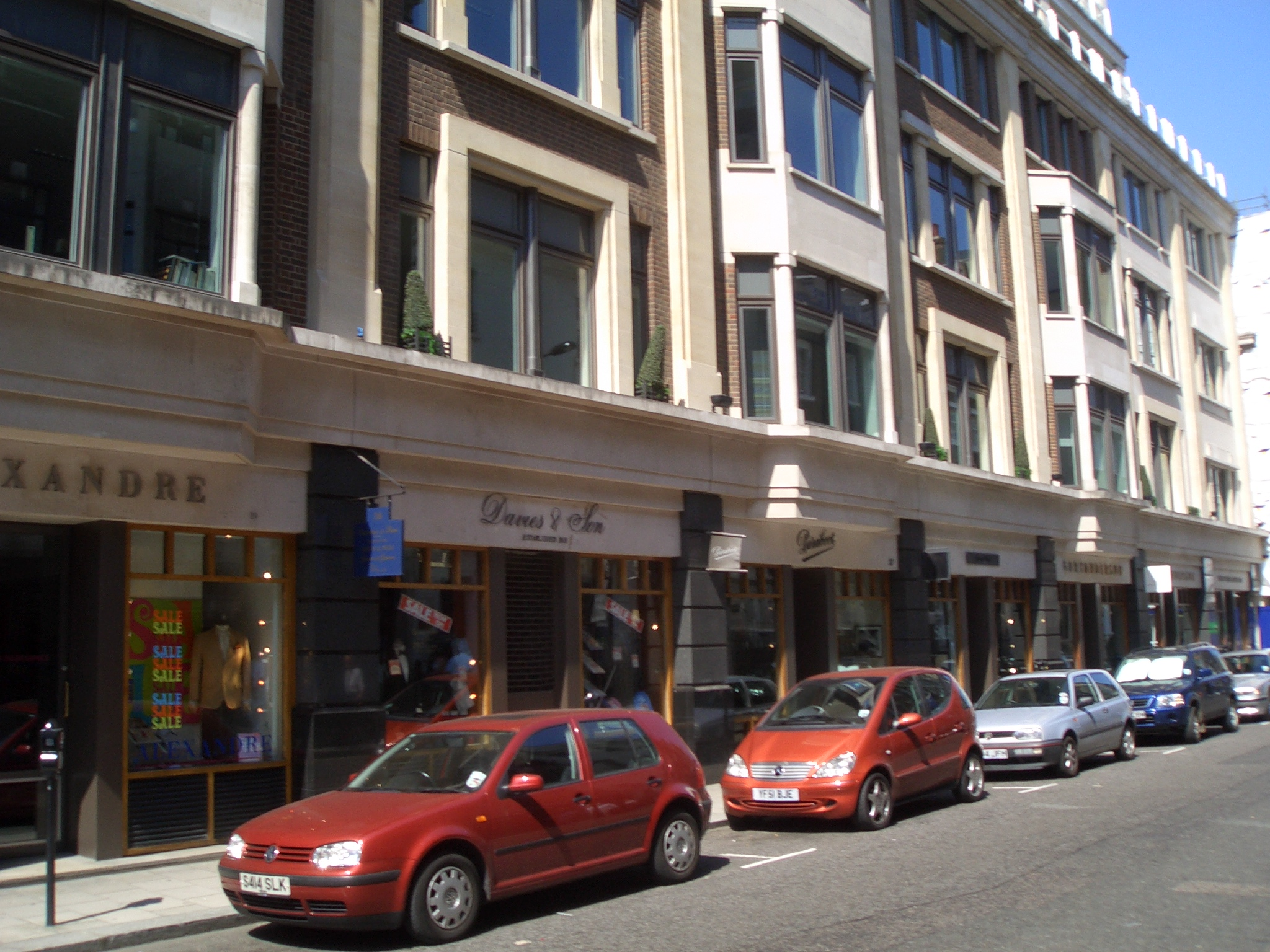
サヴィル・ロウ

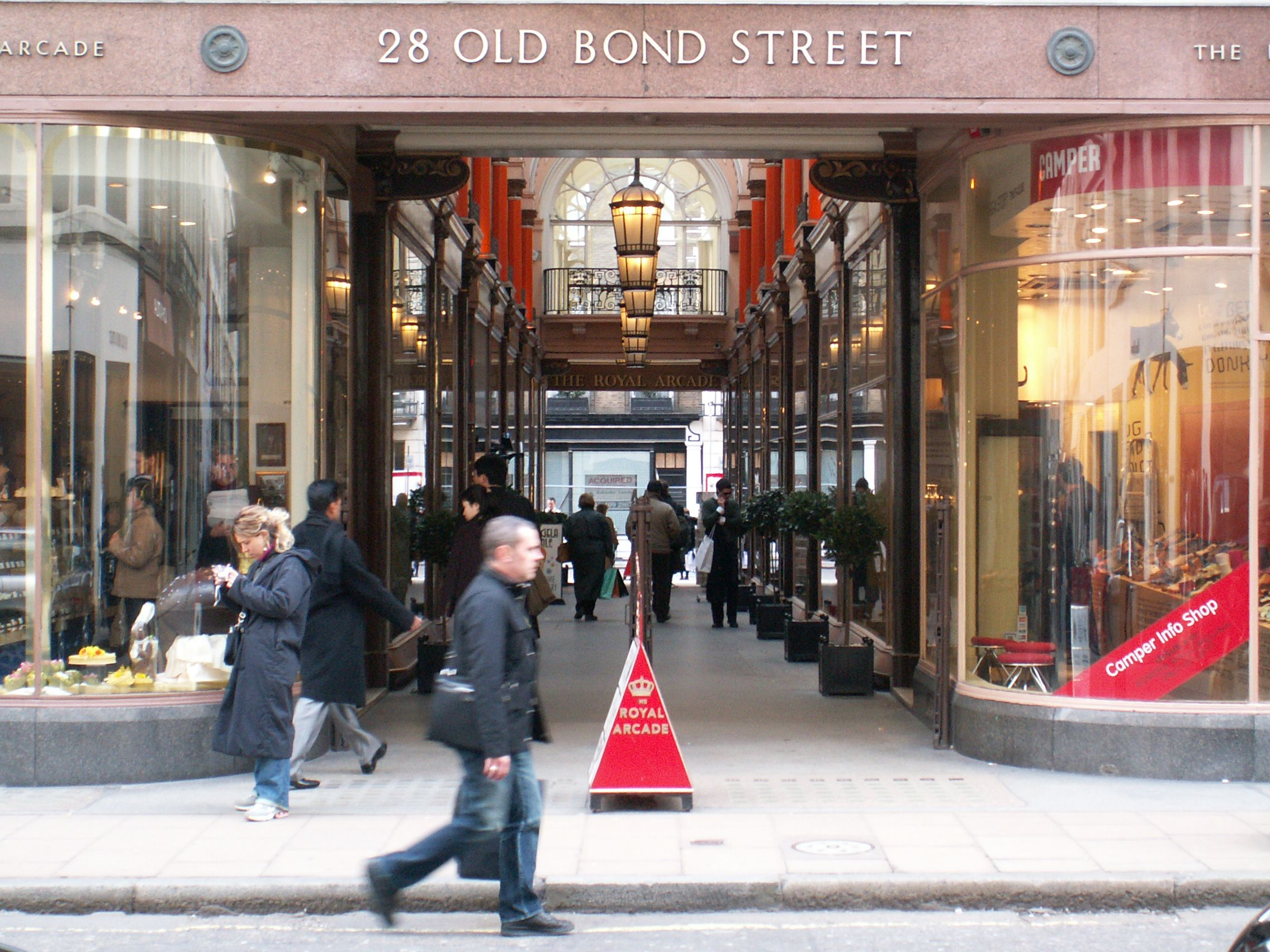
オールド・ボンド・ストリートのアーケード

メイフェア (Mayfair) は、ロンドンのシティ・オブ・ウェストミンスターに属する地区。その名称は1686年から1764年までの間開かれていた2週間続く市（市場）に由来する。1686年以前と1764年以後はこの市はヘイマーケットにおいて開かれていたが、その後ロンドン郊外のボウへ移動した。

## 概説

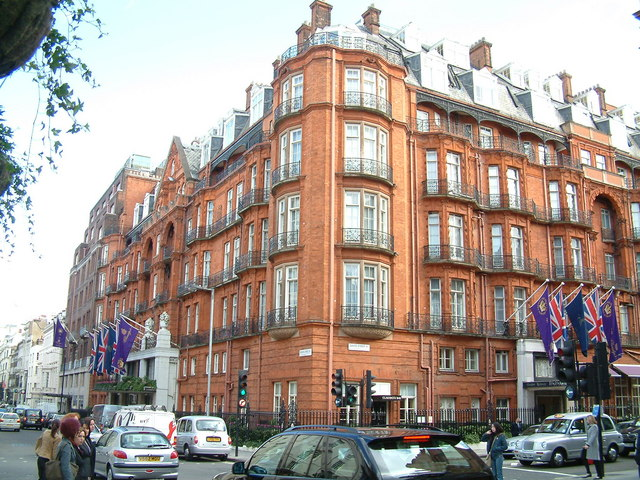
クラリッジス

メイフェアの区域は西はハイド・パークに、北はオックスフォード・ストリート、東をリージェント・ストリート、南をピカデリーにそれぞれ囲まれている。メイフェアは17世紀中頃から都市化が始まり、18世紀以降はロンドン随一の高級住宅街として人気を集めた。メイフェアにおける土地の自由保有権の多くは現在でもウェストミンスター公爵が所有している。
メイフェアは現在商業地区として発展を続けている。以前に住宅であった建物を改装してオフィスにした物件なども多く存在する。本社を設けている企業も多くあり、ロンドンにおいてヘッジファンドが集中している地区としても知られている。賃料は高額であるものの、現在でもメイフェアに居住している者も多い。その他にはレストラン、高級品店舗などが建ち並び、ピカデリー沿いの在英国日本国大使館（在英国アメリカ大使館は2018年1月、テムズ川沿いワンズワース区に移転。）、グローヴナー・スクエア、ロイヤル・アカデミー・オブ・アーツ、グローヴナー・ハウス・ホテル、クラリッジスなどが存在する。
イギリス版のモノポリーでは最も高額の土地がある街とされている。
ミュージカル・映画『マイ・フェア・レディ』 (My Fair Lady) の題名は、この「Mayfair lady」（メイフェアレディ）をコックニー訛りでもじったものである。

## 街路
- バークリー・スクエア
- ボンド・ストリート
- ブルック・ストリート

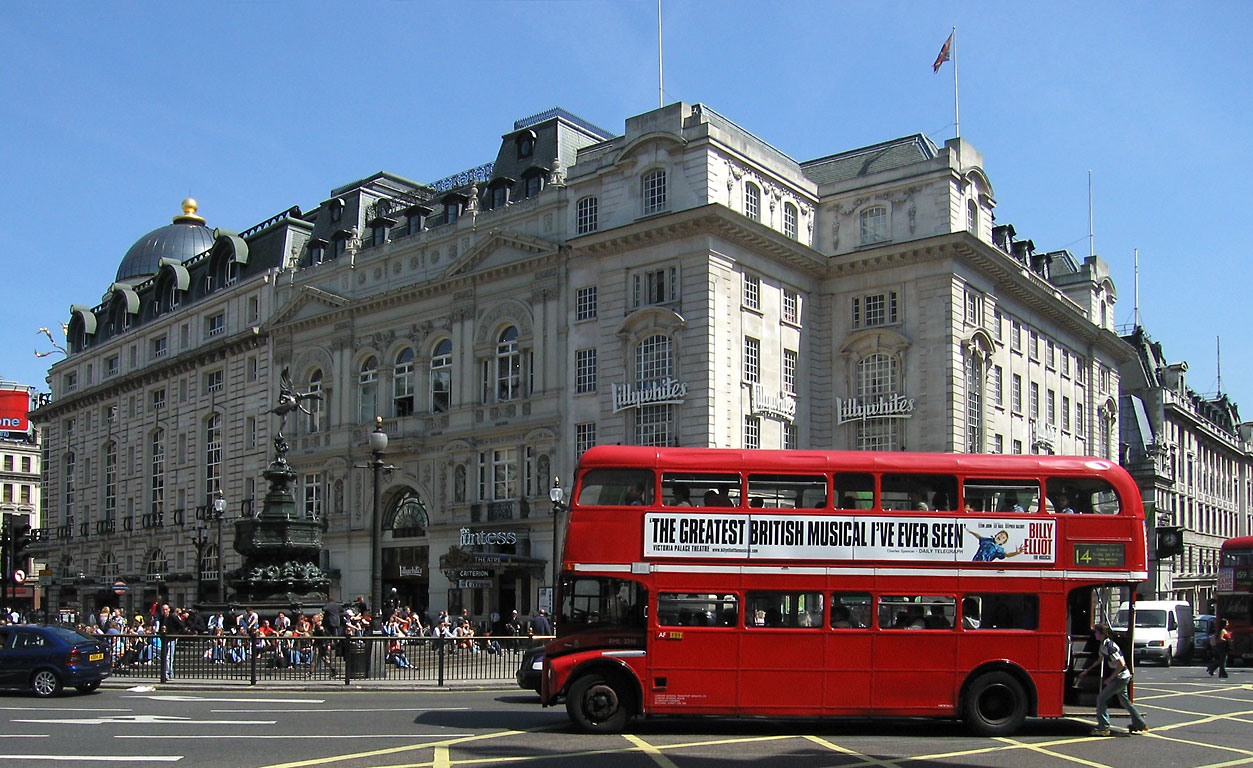
ピカデリーサーカス

- ブルートン・ストリート - エリザベス2世は、メイフェアのブルートン・ストリート (Bruton Street) 17番地にある母方祖父の邸宅で生まれた。
- グローヴナー・スクエア
- ハノーヴァー・スクエア
- ハイド・パーク・コーナー - ハイド・パーク南東の交差点
- マーブル・アーチ - 北西の交差点
- オクスフォード・ストリート - 北の境界
- パーク・レーン - 西の境界
- ピカデリー - 南の境界
- ピカデリーサーカス - メイフェア南東の広場
- リージェント・ストリート - 東の境界
- サヴィル・ロウ - リージェント・ストリートと並走している背広の語源("背広街")となった通り
- シェファード・マーケット

## 隣接地区
- メリルボーン - 北
- ソーホー - 東
- セント・ジェームズおよびグリーン・パーク - 南
- ハイド・パーク - 西

## 地下鉄・鉄道
ロンドン地下鉄の駅
- ボンド・ストリート駅
- グリーン・パーク駅
- ハイド・パーク・コーナー駅
- マーブル・アーチ駅
- セント・ジェームズ・パーク駅
- ヴィクトリア駅 - 下記ロンドン・ヴィクトリア駅と接続。

鉄道駅
- ロンドン・ヴィクトリア駅